# NGC 3042
NGC 3042 este o galaxie LINER situată în constelația Sextantul. A fost descoperită în 30 aprilie 1864 de către Albert Marth.